# Eretrische School
De Eretrische School, ook wel de eretri(a)ci (Oudgrieks Ἐρετριακοί / Eretriakoí) genoemd, waren de wijsgeren uit de school van Menedemus van Eretria, wier leerstellingen waarschijnlijk grotendeels met die van de Megarische School overeenkwamen.

## Referentie
- art. Eretri(a)ci, in J.G. Schlimmer - Z.C. de Boer, Woordenboek der Grieksche en Romeinsche Oudheid, Haarlem, 1920, p. 260.